# Centrosaurus
Centrosaurus (/ˌsɛntr[invalid input: 'ɵ']ˈsɔːrəs/ SEN-tro-SAWR-əs) là một chi khủng long ăn thực vật thuộc họ Ceratopsidae sống vào thời kỳ Creta muộn tại Canada. Tàn tích của chúng được tìm thấy tại thành hệ Dinosaur Park, niên đại từ 76,5 tới 75,5 triệu năm trước.